# Cololaca
Cololaca è un comune dell'Honduras facente parte del dipartimento di Lempira.
Il comune venne istituito nel 1835.